# 天願
天願（てんがん、琉球語: ティングヮン、古名: てくらん）は、沖縄県うるま市の地名。行政地名は字天願。

## 地理
うるま市（旧：具志川市）のほぼ中央に位置する古くからの田園集落。大正時代には沖縄八景の一つに数えられた天願川の流域にひろがる。現在はその区域の大半をアメリカ海兵隊のキャンプ・コートニーが占めている。
1956年1月、神奈川県横須賀市のキャンプ・マックギルから第3海兵遠征軍司令部が沖縄に移駐する際、土地が強制接収され、「キャンプコートニー」が開設された。またその南側も米軍の物資補給地区となっていたが、1961年に米陸軍の通信基地「天願通信所」となり、残りの地所は農地と家屋を奪われ行き場を失った住民で混雑密集し、生活にも困難を極めた。
1983年に天願通信所の土地が全面返還され、それにともなって天願土地区画整理事業がおこなわれ、新たに「みどり町」が誕生した。
具志川間切天願、具志川村天願、具志川市天願を経て2005年よりうるま市天願。
米軍の港湾基地である天願桟橋は実際にはうるま市昆布区にある。

### 小字
沖縄県令達類纂によると天願は1911年時点で前門口原、前原、天願原、茶木根原、赤田地原、東津堅原、西津堅原、大神迫原、親田原、輿那田原、泉原（イズミバル）、長尾原、昆布田原、田之尾原、隅原、後昆布原、昆布原、前昆布（メーコンブ）原、喜舎原、石根（イシニー）原、川古（カーブル）原、後原（クシバル）、郷土作（ゴーリサク）原、霊化原、水玉栄原、町原の26の小字で構成されていた。
内11が1918年に昆布として分離、後に兼久原が加わり16となる。沖縄戦後の1950年頃に新図面製作に際し川古原と郷土作が消滅し後原に組み込まれる。そして、1988年、米軍基地「天願通信所」の解放に伴う土地区間整理事業によりに前門口原と兼久原が消滅し、みどり町が誕生した。
現在、存在する14の小字と対応する地番は以下の通りである。
1. 茶木根原（呼称：チャーギンニー、地番：1 ~ 47番地）
2. 赤田地原（呼称：アカタジバル、地番：48 ~ 134番地）
3. 東津堅原（呼称：アガリチキンバル、地番：1916 ~ 2047番地）
4. 西津堅原（呼称：イリチキンバル、地番：1730 ~ 1915番地）
5. 天願原（呼称：ティングヮンバル、別称：ムラウチ、地番：1313 ~ 1500番地）
6. 大神迫原（呼称：オーカミジャクバル、地番：1501 ~ 1729番地）
7. 町原（呼称：マチバル、地番：472 ~ 613番地）
8. 水玉栄原（呼称：ミンタマヤーバル、地番：614 ~ 692-1番地）
9. 霊化原（呼称：リーカバル、地番：693 ~ 751-1番地）
10. 後原（呼称：クシバル、地番：752 ~ 1182番地）
11. 石根原（呼称：イシンニバル、地番：1183 ~ 1312番地）
12. 前原（呼称：メーバル、地番：135 ~ 212番地）
13. 前門口原（呼称：メージョーグチバル、地番：307 ~ 471-1番地）
14. 兼久原（呼称：カニクバル、地番：213 ~ 306番地）

## 文化

### 天願獅子舞
琉球王国時代に首里城下で御殿奉公をしていた宇堅の若者が中国からの冊封使歓待の御冠船踊りの獅子舞を見て、これを習得し郷里の宇堅へ持ち帰ったところ天願の長老に請われ伝授したことから行われるようになり、以降沖縄戦で獅子が消失した為の終戦後3年間を除き現在も行われており、毎年旧暦の7月16日には天願太郎治の神殿前と祝女殿内の神殿前で踊られている。
獅子は１頭で舞う。獅子を舞わすには、獅子あやしが勇壮な出立ちで出てきて、三味線、ドラや太鼓、笛、ホラ貝などの伴奏によって獅子をさそい出し、舞ったり、単独で技を演じたりする。

## 史跡
天願城 (ツチグスク)、天願貝塚、霊化森グスクはキャンプ・コートニー内にあり、遺構の調査や保全などは行われていない。

### 天願城
通称天願グスクは米軍基地内にある琉球時代の城跡（グスク）。標高35メートルの石灰岩丘上に位置することから別名ツチグスク（土城）とも呼ばれている。安慶名城を拠点に当時中部一帯で一大勢力を誇った安慶名大川按司一世の子息によって具志川城や喜屋武城などと共に築城・改築されたとされ、城主は後天願按司を名乗った。天願太郎治は後天願按司の子息として誕生し幼少期には護佐丸によって養育された。米軍基地内にあるという経緯から現在までに発掘調査などは同じく基地内にある天願貝塚と同様に行われていない。

### 天願貝塚
キャンプ・コートニー内にある沖縄貝塚時代前期（紀元前2000年 - 前800年）の貝塚。（具志川市誌では同貝塚を紀元前3000年のもので旧具志川市内では太田貝塚の紀元前3300年に次ぐ古い貝塚としている）1904年に人類学者の鳥居龍蔵によって発見された。1920年には公爵の大山柏によって調査がなされ、貝塚の大部分が1903年の小学校建設時に消失していたが、校舎の南側では貝塚が散見できると結論づけた。小学校に保管されてあった石器は全て公爵に贈られ、後に東京大学人類学教室に寄贈された。これまでに奄美系土器や伊波式土器、磨製石斧などが採集されているが米軍基地内にあるという事情から現在までに基地内にある貝塚の調査は行われていない。

### 霊化森グスク
通称リーカムイ（琉球語）、米軍基地内にある戦前は木々が生い茂る森林であり、戦時中に陣地構築用材として利用するために軍によって伐り尽くされた。中腹には洞窟（ガマ）があり、中には左に石三個を鼎状に配した火の神（ヒヌカン）をしつられ、右にはビジュル（霊石）が鎮座している。かつて旧暦九月にはビジュル拝みが行われていた。弓の名手、天願太郎治はこの霊化森内に居を構えていたとされる。

### 天願馬場
通称天願ジョウ。長さ約230メートル、幅約15メートルの琉球王朝時代に沖縄にあった競馬場であり、琉球王家が直轄する真地（マージ）と呼ばれる2つの競馬場（平良、識名）に次ぐ三つの村・集落管轄競馬場の内の一つ。戦前はアブシバレー（旧暦四月の虫払いと豊作祈願）の日や八月十五夜に馬ハラセー（乗馬姿と技を競う琉球競馬）が行われていたが太平洋戦争を境に現在は途絶えている。

### 旧天願橋
天願橋、通称ターチー橋（別名めがね橋）、1934年に建設されたコンクリート造りのモダンな二重橋で建築当時はその美しさから橋を中心とした天願川の情景が南沖縄八景にも選定され、サトウキビや生活物資を運ぶなど生活に欠かせない橋として重宝された。しかし、1945年3月下旬にアメリカ軍の沖縄本島への上陸が迫ると日本軍はアメリカ側の本島北部への侵攻を遅らせることを目的に橋を爆破したが真ん中から割れくの字型に折れ曲がったが完全な破壊には至らず、到着したアメリカ軍は折れた橋の上にブルドーザーで土を盛り込み難なく橋を渡り本島北部へ侵攻を進めた。

## ゆかりのある人物

### 出身者
- 神村吉郎（実業家） - 琉球砂糖創業者、沖縄県議会議員、帝国議会衆議院議員
- 神村孝太郎（政治家） - 琉球政府第3代副主席、琉球電電公社初代総裁
- 島袋俊夫（政治家） - うるま市第2代市長、うるま市・具志川市議会議員
- 天願太郎治（武人） - 天願按司の子息で弓の名手として知られ霊化森に居を構えた[9]

### 著名な一族
- 平良家 - 屋号ニガミ、集落発生初期の支配者の一族で創始者の家は根屋（ニーヤ）または本屋（ムートゥヤー）と呼ばれ、その男子からマキョと呼ばれる血縁集団の政治的支配者・根人（ニーチュ）が選ばれ、根人のオナリ（姉妹）が宗教的支配者（神女）である根神（ニーガン）となった。根神は根人を保護する現人神として、セジと呼ばれる霊力または保護力を有すると考えられていた[10]。
- 池原家 - 屋号アカヒジ、琉球王国時代の豪農一族で後に没落した[11]。
- 神村家 - 屋号イチバイヤ、琉球王国時代から代々地頭代を務める一族で具志川間切（現在のうるま市）最大の大地主だった[12]。琉球砂糖創業者で衆議院議員も歴任した神村吉郎や琉球政府第3代副主席の神村孝太郎などを輩出した。

## 題材となった作品

### 組踊（歌劇）
- 『久志の若按司』